# Hyles nervosa

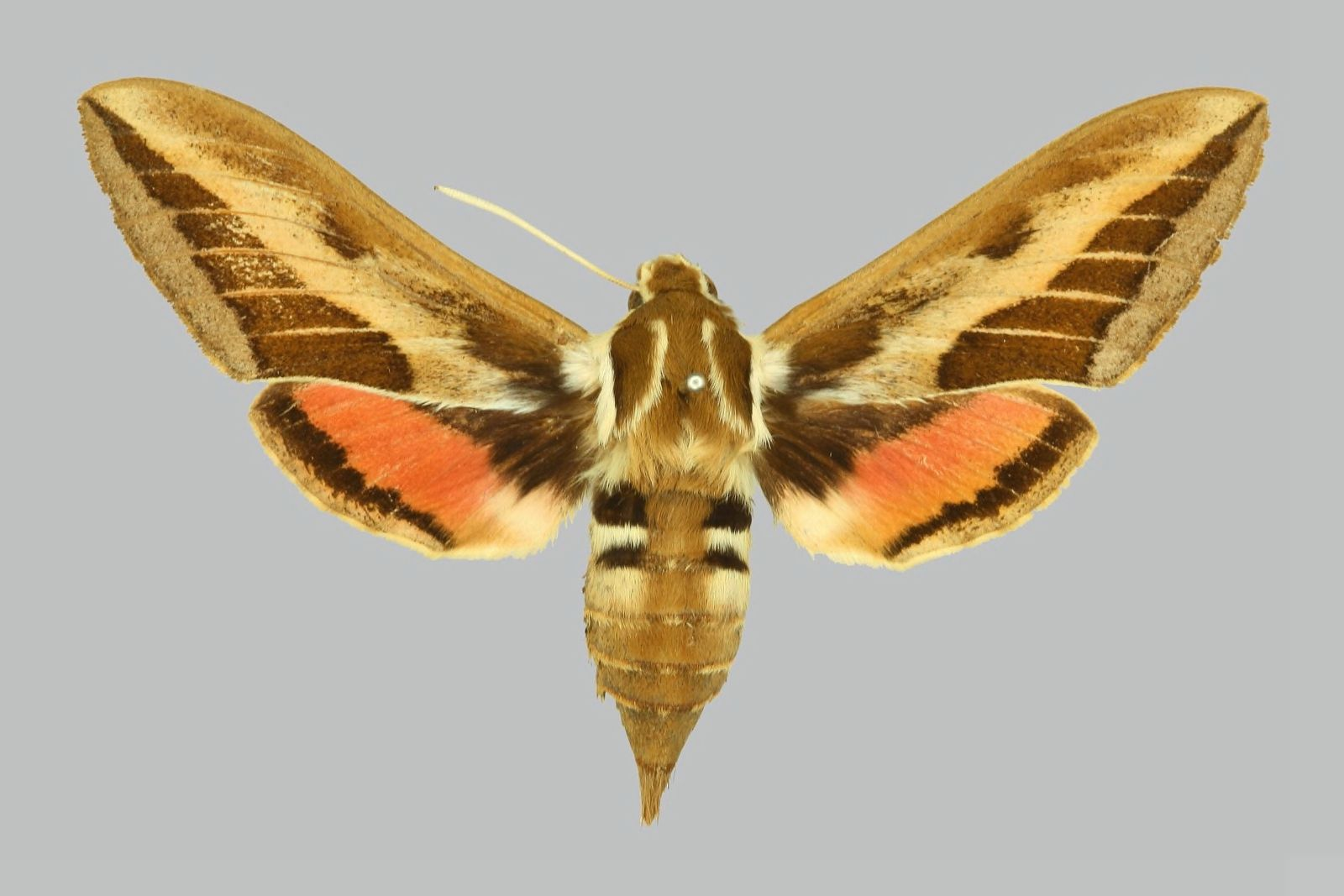
Hyles nervosa, Weibchen

Hyles nervosa ist ein Schmetterling (Nachtfalter) aus der Familie der Schwärmer (Sphingidae).

## Merkmale
Die Falter haben eine Flügelspannweite von 68 bis 87 Millimetern. Bei den Männchen sind die Tegulae weiß gefranst, der Hinterleib hat nur zwei schwarze, seitliche Flecken und der Saum der Tergite ist mittig entlang des Rückens nicht weiß gefärbt. Dorsal sind die Flügeladern der Vorderflügel im Postdiskalbereich weiß nachgezogen.
Die Eier sind nahezu kugelig und haben eine blassgrüne Farbe, wodurch sie den Eiern von Hyles euphorbiae euphorbiae ähnlich sehen.
Die Raupen werden 80 Millimeter lang. Sie sind anfangs vier Millimeter lang und haben eine gebrochen weiße Färbung mit einem schwarzen Analhorn und ebenso gefärbtem Kopf. Bereits im zweiten Stadium tritt die auch im letzten Stadium vorherrschende Färbung auf: die Raupen sind hauptsächlich schwarz mit kleinen, weißen bis blass-gelben Flecken. Beidseits des Rückens verläuft eine Linie aus jeweils einem weißen Augenfleck pro Segment. Diese verläuft vom weiß gepunkteten Kopf bis zum tiefschwarzen Analhorn. Rückenschild, Nachschieber und Bauchbeine sind schwarz und mittig am Rücken verläuft vom Kopf bis zum Analhorn eine undurchbrochene ebenso schwarze Längslinie. Ventrolateral verläuft außerdem eine Linie aus mittelgroßen gelben Flecken. Anders als beim Wolfsmilchschwärmer ist die Färbung der Raupen nur wenig bis gar nicht variabel.
Die Puppe ist etwa 45 Millimeter lang und sieht der des Wolfsmilchschwärmers sehr ähnlich. Ihr Kopf, Thorax und die Flügelscheiden sind jedoch matt grün gefärbt.

## Vorkommen
Die Art tritt im Osten Afghanistans, im Nordwesten Indiens, im Norden Pakistans und im äußersten Westen von Tibet auf. Sie ist nur lokal verbreitet, kann jedoch in sehr hohen Individuenzahlen auftreten. In der Kashmir-Region findet man sie zwischen 2500 und 3000 Metern Seehöhe dort, wo krautige Wolfsmilch-Arten wachsen.

## Lebensweise
Die Art tritt offenbar in drei Generationen pro Jahr von März bis Mai, Juni und Juli sowie im September auf. Die Raupen findet man von April bis Oktober, mit dem Maximum von Juni bis August.

### Nahrungspflanzen der Raupen
Die Raupen ernähren sich von krautigen Wolfsmilch-Arten (Euphorbia).

## Entwicklung
Die Weibchen legen ihre Eier in kleinen Gruppen von bis zu 20 Stück an jungen Trieben der Nahrungspflanzen ab. Die Raupen leben gesellig und wandern gemeinsam von einer kahlgefressenen Pflanze zur nächsten. Sie fressen ziemlich offen, wobei sie fast ausgewachsen dazu neigen, auf dem Stängel der Nahrungspflanzen, nahe am Erdboden zu ruhen. Bei Störung würgen die Raupen alle gemeinsam eine grüne Flüssigkeit hervor. Dieses Verhalten dient vermutlich zum Schutz vor parasitoiden Raupenfliegen, wenngleich solche an der Art nicht bekannt sind. Die Überwinterung findet als Puppe statt.

## Belege